# Кун Рапидс (Минесота)
Кун Рапидс (енгл. Coon Rapids) град је у америчкој савезној држави Минесота.

## Демографија
По попису из 2010. године број становника је 61.476, што је 131 (-0,2%) становника мање него 2000. године.
| Група             | 2000.          | 2010.          |
| Белци             | 56.955 (92,4%) | 51.859 (84,4%) |
| Афроамериканци    | 1.346 (2,2%)   | 3.384 (5,5%)   |
| Азијати           | 984 (1,6%)     | 2.157 (3,5%)   |
| Хиспаноамериканци | 933 (1,5%)     | 1.989 (3,2%)   |
| Укупно            | 61.607         | 61.476         |